# Churea
Churea (englisch auch: Knox Island) ist ein Motu des Ailinginae-Atolls der pazifischen Inselrepublik Marshallinseln.

## Geographie
Chirea liegt an der Südostecke der Riffkrone des Ailinginae-Atolls. Die Insel ist unbewohnt und seit dem Kernwaffentest der Bravo-Bombe atomar verseucht. Sie gehört zu einer Reihe von mehreren unbenannten Motu. Die nächste namhafte Insel im Westen ist Bokanchinre, im Norden liegt Majokoryaan.